# اقبال السلطان (نماینده)
شاهزاده اقبال السلطان (۱۲۴۵–۱۳۲۰) نماینده مجلس شورای ملی و رئیس گمرک کردستان بود که در دوره چهارم مجلس شورای ملی و در زمان احمد شاه قاجار به عنوان نماینده مردم سقز و بانه وارد مجلس شد.

## دوران فعالیت
مجلس چهارم شورای ملی پس از یک دوره سکون و حواشی فراوان و در یک اوضاع نابسامان در اول تیرماه سال ۱۳۰۰ شمسی آغاز به کار کرد. دوران سکون بین مجلس سوم و چهارم (۵ سال و هفت ماه و هشت روز) در ساختار مجلس چهارم تأثیر بسزایی داشت که از آن جمله می‌توان به آثار جنگ جهانی اول، ضعف قدرت مرکزی، نفوذ دولت‌های خارجی و اعلام حکومت‌های محلی از سوی نیروهای مخالف مرکز در برخی مناطق اشاره کرد. گزارش وکالت اقبال السلطان در اثنای مذاکرات مجلس شورای ملی ۲۴ مرداد ۱۳۰۰ نشست ۱۵ اینگونه قرائت گردید:
«شعبه سوم بدوسیه و صورت مجلس انتخابات سقز و بانه و توابع رسیدگی نموده و راپورت آن را ذیلاً بعرض می‌رساند. انجمن مرکزی سقز پس از نشر اعلان از دوم صفر ۱۳۳۹ تا ۱۵ در سقز بتوزیع تعرفه شانزدهم تا بیست و سوم باخذ آراء پرداخته و در بلوکات بانه و تیلکوه و خور خوره نیز انجمنهای جزء تشکیل داده و در ۲۷و ۲۸ ربیع الاول کلیه آراء ماخوذه را استخراج نموده و انتخاب شاهزاده اقبال السلطان رئیس گمرک کردستان را باکثریت ۲۸۲۴ از ۶۴۱۴ رای اعلان کرده‌است.